# Senotainia ravilla
Senotainia ravilla är en tvåvingeart som beskrevs av Zumpt 1961. Senotainia ravilla ingår i släktet Senotainia och familjen köttflugor. Inga underarter finns listade i Catalogue of Life.